# Penicillium glaucum
Penicillium glaucum är en mögelsvamp som används vid tillverkning av flera typer av mögelostar, till exempel den franska blåmögelosten Fourme d'Ambert och Gorgonzola Dolce. De flesta andra sorter av Gorgonzola, Stilton och flera andra ostar, använder däremot Penicillium roqueforti.